# ケビン・ウィット
ケビン・ジョゼフ・ウィット（Kevin Joseph Witt , 1976年1月5日 - ）は、アメリカ合衆国ノースカロライナ州出身の元プロ野球選手（内野手）。

## 来歴
1994年、MLBドラフト1巡目でトロント・ブルージェイズに入団。1998年9月15日、メジャーデビュー。
2005年、契約交渉が決裂し中日ドラゴンズに移籍したタイロン・ウッズの代役として、横浜ベイスターズに入団。2004年は3Aで本塁打王に輝いており、4番候補として大いに期待されたが、開幕カードをインフルエンザで欠場する。その後復帰するも、打率1割台と極度の不振に陥ってしまい、その後も活躍の兆しが無いために二軍暮らしが続き解雇された。
2006年シーズン、タンパベイ・デビルレイズとマイナー契約を結ぶ。3Aオールスターでは3打数3安打3打点と活躍しMVPを獲得。シーズンでは36本塁打99打点でリーグ2冠王に輝き、インターナショナルリーグMVPを獲得。また、メジャー昇格も果たしている。シーズン終了後東北楽天ゴールデンイーグルスと契約を結ぶ。
2007年、3月25日の開幕2戦目（対西武戦）で本塁打2本の大活躍を見せたものの、その後は満足な成績を挙げられず、シーズン後半は二軍暮らしが続いた。結局、シーズン成績は打率.174・6本塁打・15打点に終わる。シーズン終了後、翌シーズンの戦力構想外となり1年でチームを去った。
2008年、シアトル・マリナーズのスプリングトレーニングにも参加したが、この年限りで現役を引退。
引退後は少年野球のコーチをしていたが、2017年にマイアミ・マーリンズ傘下AAA級ニューオーリンズ・ベビーケークスのコーチに就任。2018年はマーリンズ傘下AA級ジャクソンビル・ジャンボシュリンプのコーチ、2019年はマーリンズ傘下A+級ジュピター・ハンマーヘッズのコーチを歴任した。

## プレースタイル・人物

### 打撃
横浜・楽天時代ともに低打率であったが、ひたすら振り回していた横浜時代に比べると楽天時代には四球を選べるようになっているなど、日本野球への若干の適応を見せていた。長打力は凄まじく、楽天時代の2007年の紅白戦では田中将大からバックスクリーンを越える推定飛距離160m超の場外本塁打も放っている。シーズン中はボールに合わせただけのバッティングで外野フェンス付近まで持っていき、度々実況を困惑させた。打席での本塁打か三振かという様を見て、野村克也監督からは「宝くじ」、「投手の代わり（初めから打たないと思っていれば腹も立たない、という理由で）」等と呼ばれていた。

### 守備
巨体に似合わず俊敏な動きを見せることもあり、キャッチングが上手く一塁守備は堅実であった。ダイビングキャッチ等のファインプレーも時折見せ、投手を助けた。

### 人物
人の良い性格でチームメイトに好かれていたため、横浜時代には自身の出場する二軍の試合をマーク・クルーンや多村仁が妻子を連れて観戦に訪れるなど、人柄の良さが表れた多くのエピソードがある。楽天在籍時の応援歌は、横浜時代のものを歌詞を書き換えた上で使用していた。これは楽天の私設応援団である全国荒鷲連合会が横浜の私設応援団である全国星覇会に交渉を試み、使用許可が下りたものである。

## 詳細情報

### 年度別打撃成績
| 年 度    | 球 団    | 試 合 | 打 席 | 打 数 | 得 点 | 安 打 | 二 塁 打 | 三 塁 打 | 本 塁 打 | 塁 打 | 打 点 | 盗 塁 | 盗 塁 死 | 犠 打 | 犠 飛 | 四 球 | 敬 遠 | 死 球 | 三 振 | 併 殺 打 | 打 率 | 出 塁 率 | 長 打 率 | O P S |
| -------- | -------- | ----- | ----- | ----- | ----- | ----- | -------- | -------- | -------- | ----- | ----- | ----- | -------- | ----- | ----- | ----- | ----- | ----- | ----- | -------- | ----- | -------- | -------- | ----- |
| 1998     | TOR      | 5     | 7     | 7     | 0     | 1     | 0        | 0        | 0        | 1     | 0     | 0     | 0        | 0     | 0     | 0     | 0     | 0     | 3     | 0        | .143  | .143     | .143     | .286  |
| 1999     | TOR      | 15    | 37    | 34    | 3     | 7     | 1        | 0        | 1        | 11    | 5     | 0     | 0        | 1     | 0     | 2     | 0     | 0     | 9     | 0        | .206  | .250     | .324     | .574  |
| 2001     | SD       | 14    | 30    | 27    | 5     | 5     | 0        | 0        | 2        | 11    | 5     | 0     | 0        | 0     | 1     | 2     | 0     | 0     | 7     | 0        | .185  | .233     | .407     | .640  |
| 2003     | DET      | 93    | 289   | 270   | 25    | 71    | 9        | 0        | 10       | 110   | 26    | 1     | 1        | 0     | 3     | 15    | 0     | 1     | 68    | 5        | .263  | .301     | .407     | .708  |
| 2005     | 横浜     | 25    | 68    | 64    | 4     | 11    | 1        | 1        | 4        | 26    | 7     | 0     | 0        | 0     | 1     | 3     | 0     | 0     | 28    | 2        | .172  | .206     | .406     | .612  |
| 2006     | TB       | 19    | 61    | 61    | 5     | 9     | 2        | 0        | 2        | 17    | 5     | 0     | 0        | 0     | 0     | 0     | 0     | 0     | 21    | 1        | .148  | .148     | .279     | .427  |
| 2007     | 楽天     | 40    | 131   | 115   | 12    | 20    | 0        | 1        | 6        | 40    | 15    | 0     | 0        | 0     | 1     | 14    | 1     | 1     | 42    | 4        | .174  | .267     | .348     | .615  |
| MLB：5年 | MLB：5年 | 146   | 424   | 399   | 38    | 93    | 12       | 0        | 15       | 150   | 41    | 1     | 1        | 1     | 4     | 19    | 0     | 1     | 108   | 6        | .233  | .267     | .376     | .643  |
| NPB：2年 | NPB：2年 | 65    | 199   | 179   | 16    | 31    | 1        | 2        | 10       | 66    | 22    | 0     | 0        | 0     | 2     | 17    | 1     | 1     | 70    | 6        | .173  | .246     | .369     | .615  |

### 記録
- 初出場：2005年4月5日、対読売ジャイアンツ1回戦（横浜スタジアム）、12回裏に小池正晃の代打で出場
- 初打席：同上、12回裏にダン・ミセリの前に空振り三振
- 初先発出場：2005年4月6日、対読売ジャイアンツ2回戦（横浜スタジアム）、6番・左翼手で先発出場
- 初安打・初本塁打・初打点：2005年4月13日、対ヤクルトスワローズ1回戦（横浜スタジアム）、2回裏に館山昌平から右中間へ同点ソロ

### 背番号
- 6（1998年 - 1999年）
- 18（2001年）
- 21（2003年）
- 39（2005年）
- 24（2006年）
- 42（2007年）

### 登場曲
- 『Big Poppa』The Notorious B.I.G.（2007年）